# Máslovice
Máslovice är en ort i Tjeckien.   Den ligger i regionen Mellersta Böhmen, i den centrala delen av landet, 14 km norr om huvudstaden Prag. Máslovice ligger 276 meter över havet och antalet invånare är 277.
Terrängen runt Máslovice är platt.Runt Máslovice är det mycket tätbefolkat, med 1 754 invånare per kvadratkilometer. Närmaste större samhälle är Prag, 13,7 km söder om Máslovice. Trakten runt Máslovice består till största delen av jordbruksmark.